# داني كورين
داني كورين هو عالم سياسة وسياسي إسرائيلي، ولد في 12 فبراير 1945. نشط حزبياً في حزب العمل الإسرائيلي. وقد انتخب عضو الكنيست ‏ وقد انضم خلال فترته النيابية ‏ (28 يناير 2006 – 17 أبريل 2006) للكتلة البرلمانية Labor-Meimad ‏.